# Assassinio di Louis Mountbatten
Louis Mountbatten, I conte Mountbatten di Birmania, parente della famiglia reale britannica in quanto zio materno di Filippo di Edimburgo, fu assassinato il 27 agosto 1979 da Thomas McMahon, un repubblicano irlandese e volontario dell'Esercito repubblicano irlandese provvisorio (PIRA).

## Assassinio e contesto
Nella notte tra il 26 e il 27 agosto 1979 Thomas McMahon piazzò una bomba alla gelignite da 50 libbre (circa 22,5 kg) sulla Shadow V, la barca privata del conte Mountbatten. L'imbarcazione era temporaneamente ormeggiata a Mullaghmore, nella contea di Sligo, in Irlanda. La bomba esplose poche ore dopo, mentre Mountbatten e la sua famiglia si trovavano al largo intenti a pescare aragoste. Mountbatten venne trovato vivo dai pescatori che si precipitarono sul luogo dell'esplosione, ma morì prima di raggiungere la riva. Nell'esplosione rimasero uccisi anche il giovane nipote di Mountbatten, Nicholas Knatchbull, e Paul Maxwell, un ragazzo di Enniskillen che lavorava sull'imbarcazione come marinaio. Gli altri quattro a bordo: la figlia di Mountbatten, Patricia; suo marito John Knatchbull; il loro figlio Timoteo; e la madre di John Knatchbull, Doreen, rimasero tutti gravemente feriti. A causa delle ferite riportate, Doreen Knatchbull morì il giorno seguente.
L'assassinio avvenne in pieno conflitto nordirlandese, un conflitto tra repubblicani e unionisti nell'Irlanda del Nord in seguito alla spartizione dell'Irlanda. L'IRA rivendicò la responsabilità tre giorni dopo l'attentato, descrivendo l'attacco come "un atto discriminatorio per portare all'attenzione del popolo inglese la continua occupazione del nostro Paese".
Mountbatten era un pronipote della regina Vittoria, cugino di secondo grado della regina Elisabetta II e zio di suo marito, il principe Filippo, duca di Edimburgo. In qualità di capo di stato maggiore della difesa, Mountbatten è stato capo delle forze armate britanniche dal 1959 al 1965, dopo aver guidato la Royal Navy come First Sea Lord. Nel 1979 il vicepresidente del partito politico irlandese Sinn Féin, Gerry Adams, affermò che Mountbatten era un obiettivo militare in una situazione di guerra.
Due ore prima dell'esplosione, McMahon venne arrestato dalla Garda Síochána (polizia irlandese) perché sospettato di guidare un veicolo rubato. La vernice della barca di Mountbatten e tracce di nitroglicerina furono trovate sui suoi vestiti e il 23 novembre 1979 fu condannato all'ergastolo per gli omicidi commessi in Irlanda.
L'assassinio segnò un'escalation del conflitto, con l'IRA che commise il suo attacco più mortale contro l'esercito britannico (l'imboscata di Warrenpoint) lo stesso giorno dell'assassinio di Mountbatten. Il Primo Ministro britannico, Margaret Thatcher cambiò l'approccio della Gran Bretagna, trattando i prigionieri dell'IRA come criminali piuttosto che come prigionieri di guerra. Lei stessa divenne obiettivo di un tentativo di omicidio cinque anni dopo. McMahon venne rilasciato nel 1998, secondo i termini dell'Accordo del Venerdì Santo, come parte del processo di pace dell'Irlanda del Nord che pose fine al conflitto nordirlandese.

## Reazioni internazionali

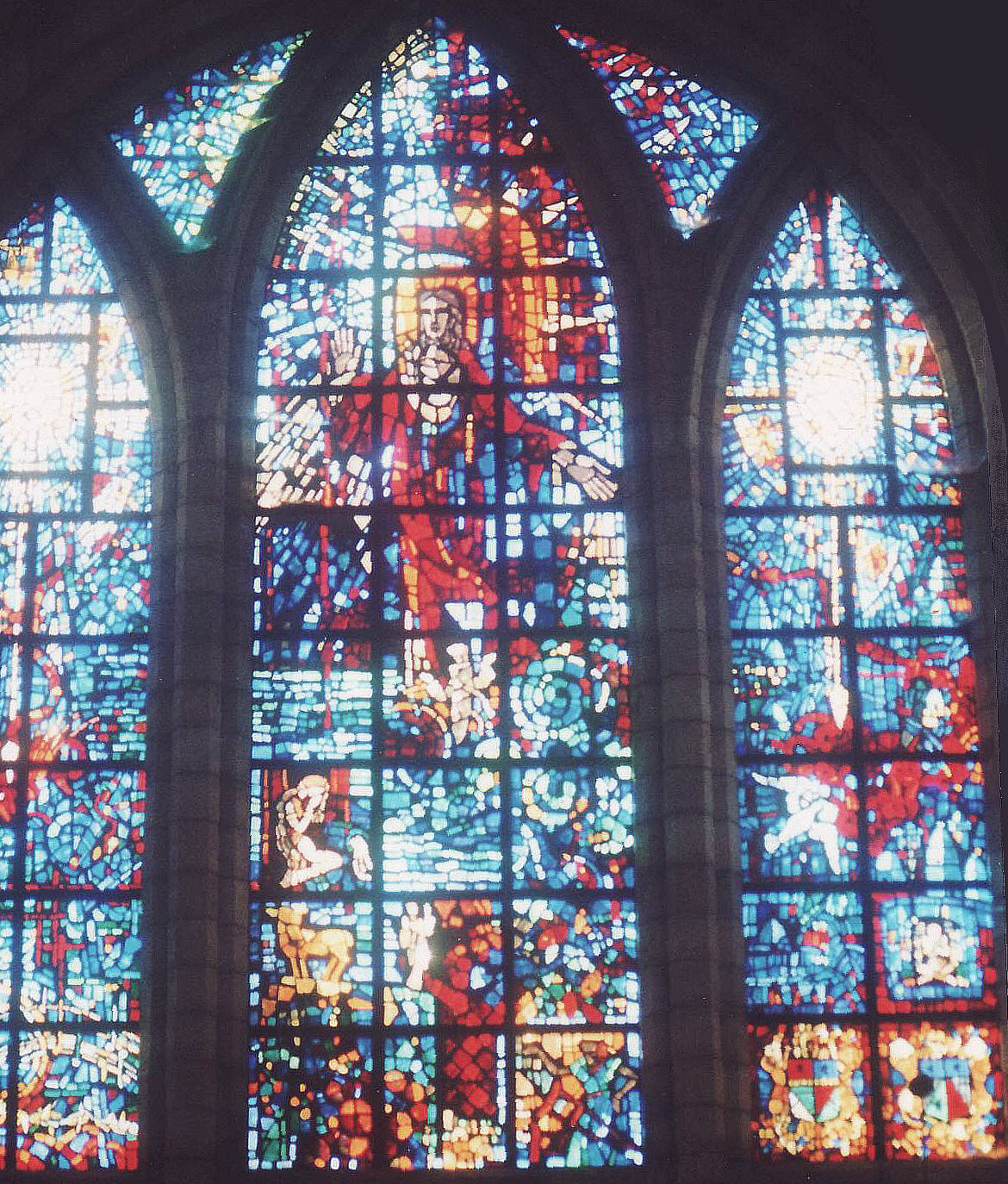
Cristo in trionfo sull'oscurità ed il Demonio di Gabriel Loire (1982) nella cattedrale di San Giorgio, a Città del Capo in Sudafrica, in memoria di Lord Mountbatten

L'omicidio venne condannato dall'allora Primo Ministro britannico Margaret Thatcher e dal Taoiseach irlandese Jack Lynch. Molte personalità internazionali diedero le loro condoglianze alla famiglia reale, tra cui il presidente degli Stati Uniti Jimmy Carter e Papa Giovanni Paolo II. In Birmania (Myanmar) vennero annunciati tre giorni di lutto di stato, mentre in India, dove servì come ultimo viceré e come primo governatore generale, venne osservata una settimana di lutto. The Gazette of India pubblicò uno straordinario avviso di necrologio, All India Radio trasmise un breve tributo che includeva dichiarazioni dell'ex primo ministro indiano Indira Gandhi che lo definì "una personalità straordinaria, un leone, un leader nato di uomini". Venne trasmesso uno speciale televisivo su DD National, Tribute to Lord Mountbatten, condotto dal primo ministro Charan Singh. Nello speciale comparvero anche Indira Gandhi e altri leader indiani. Singh firmò anche il libro delle condoglianze presso l'Alto Commissariato britannico a Nuova Delhi. Fornendo le condoglianze, il presidente dell'India Neelam Sanjiva Reddy dichiarò in un messaggio indirizzato alla regina Elisabetta II: "Lord Mountbatten occuperà sempre un posto d'onore in India".
L'assassinio inorridì la comunità irlandese americana, che vedeva Mountbatten come un eroe per il suo ruolo nella sconfitta delle potenze dell'Asse durante la seconda guerra mondiale (molti soldati americani durante la guerra prestarono servizio sotto di lui).
Anche il sostegno finanziario che l'IRA riceveva dall'America tramite il NORAID diminuì, ma era comunque in forte calo già dalla strage del Bloody Sunday del 1972. Tutta la stampa americana condannò l'attacco, compreso il Boston Globe, che affermò che "l'azione del Provisional army contro Mountbatten e altri non genera simpatia per la loro causa" e il New York Times che suggerì che la Repubblica d'Irlanda e la Gran Bretagna si alleassero per poter "punire l'IRA". Il Federal Bureau of Investigation, che era riuscito a ridurre notevolmente l'importazione di armi dell'IRA in Irlanda dall'America al momento dell'omicidio, rispose formando la PIRA Squad per rintracciare efficacemente i trafficanti di armi dell'IRA impegnati nell'approvvigionamento di armi americane.

## Funerali

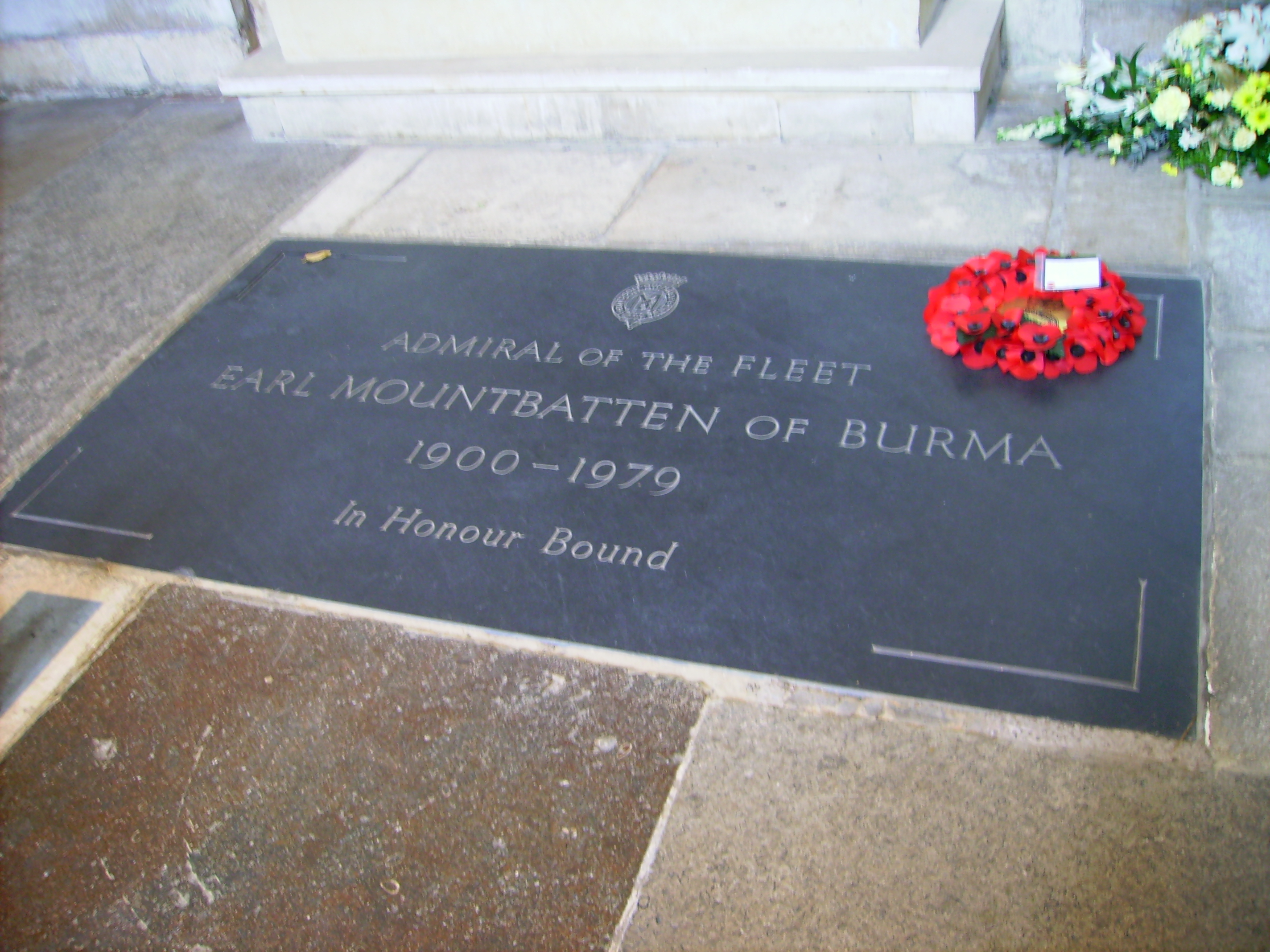
La tomba del Conte Mountbatten di Birmania a Romsey Abbey, Hampshire

Il 5 settembre 1979, presso l'Abbazia di Westminster, sotto stretta sorveglianza, si tennero i funerali di Stato, alla presenza della regina Elisabetta II, della famiglia reale, di altri membri delle case reali europee, del Primo Ministro Margaret Thatcher e di tutti i suoi predecessori ancora in vita. Migliaia di persone si presentarono per il corteo funebre, iniziato a Wellington Barracks, tra cui rappresentanti delle tre armi oltre a contingenti militari provenienti da Birmania, India, Stati Uniti, Francia e Canada.
La bara venne trasportata circondata dalla cavalleria inglese e accompagnata da 118 membri della Royal Navy. La cerimonia funebre fu trasmessa in televisione. Il Principe di Galles, durante la funzione, lesse il Salmo 107.
Durante l'omelia, l'arcivescovo di Canterbury, Donald Coggan, evidenziò diversi passaggi della sua vita nella Royal Navy. Dopo la cerimonia pubblica, fu sepolto nell'abbazia di Romsey. Come parte delle disposizioni funebri, il suo corpo venne imbalsamato da Desmond Henley.